# Eddy Ottoz

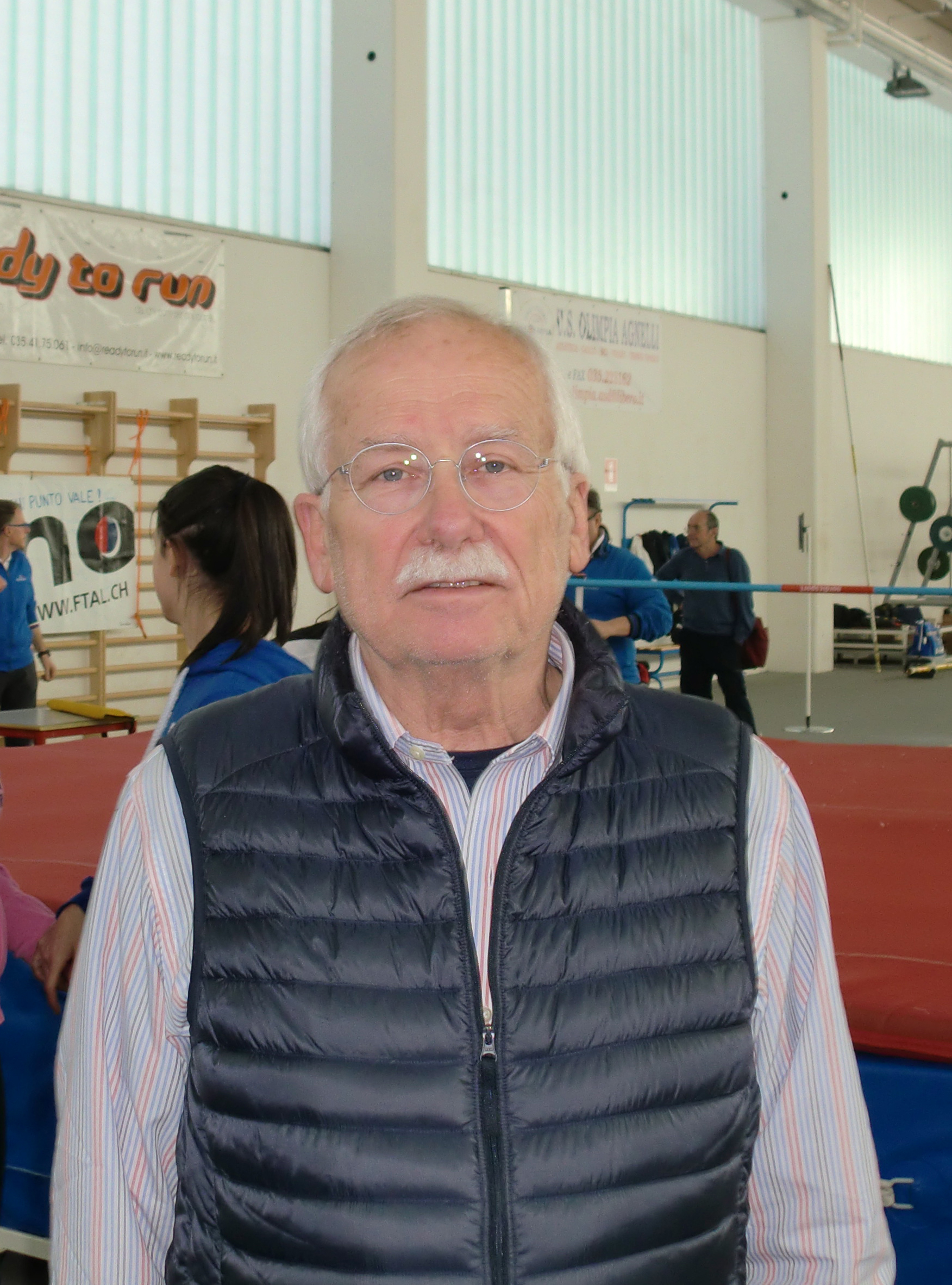
Eddy Ottoz im Januar 2015

Eddy Ottoz (* 3. Juni 1944 in Mandelieu-la-Napoule, Département Alpes-Maritimes, Frankreich) ist ein ehemaliger italienischer Leichtathlet. Bei einer Körpergröße von 1,79 m betrug sein Wettkampfgewicht 67 kg.
Eddy Ottoz war in der zweiten Hälfte der 1960er Jahre der beste europäische Hürdensprinter.

## Karriere
Im Alter von 20 Jahren trat Ottoz bei den Olympischen Spielen 1964 in Tokio an. In 13,8 s wurde er Vierter im 110-Meter-Hürdenlauf und war damit zweitbester Europäer hinter dem für die Sowjetunion startenden Anatoli Michailow auf Platz drei. Mit Giovanni Cornacchia auf Platz sieben und Giorgio Mazza auf Platz acht standen zwei weitere Italiener im Finale von Tokio.
Zwei Jahre später bei den Europameisterschaften 1966 in Budapest gewann Eddy Ottoz in 13,7 s Gold vor Hinrich John aus der Bundesrepublik Deutschland, der wie der drittplatzierte Franzose Marcel Duriez 14,0 s benötigte. Auf den Plätzen vier und fünf kamen die beiden Erstplatzierten der Europameisterschaften 1962, Michailow und Cornacchia, ins Ziel, der dritte Italiener Sergio Liani wurde Sechster.
In Mexiko-Stadt bei den Olympischen Spielen 1968 wurden bedingt durch die Höhenlage auf nahezu allen kurzen Laufstrecken neue Weltrekorde aufgestellt. Der Hürdensprint bildete hier eine Ausnahme, da der Sieger Willie Davenport aus den Vereinigten Staaten mit 13,3 s eine Zehntelsekunde über dem Weltrekord blieb. Allerdings waren die elektronisch gestoppten 13,33 s für Davenport die schnellste bis dahin gestoppte elektronische Zeit. Silber ging an den US-Amerikaner Ervin Hall in 13,4 (13,42 s) Sekunden und Eddy Ottoz gewann in 13,4 (13,46 s) Sekunden Bronze.
In Athen bei den Europameisterschaften 1969 konnte Ottoz seinen Titel von 1966 in 13,5 s verteidigen. Silber und Bronze erhielten die Briten David Hemery und Alan Pascoe und als Vierter kam der Franzose Guy Drut ins Ziel.
1966 wurden in Dortmund die ersten Europäischen Hallenspiele, Vorläufer der ab 1970 offiziellen Halleneuropameisterschaften, ausgetragen. Eddy Ottoz gewann über 60 Meter Hürden in 7,7 s vor dem Briten Mike Parker in 7,8 s und Hinrich John. 1967 in Prag wurde der Hürdensprint über 50 Meter ausgetragen. Ottoz gewann in 6,4 s vor Walentin Tschistjakow in 6,6 s und dessen bekannterem Mannschaftskollegen Anatoli Michailow. Auch bei der dritten Austragung 1968 wurden 50 Meter gelaufen. Ottoz gewann seinen dritten Hallentitel in 6,52 s vor dem Deutschen Günther Nickel.
Eddy Ottoz wurde in den Jahren 1965–1969 italienischer Meister über 110 Meter Hürden.
Eddy Ottoz hatte relativ schwache Bestzeiten auf den Flachstrecken, seine Erfolge verdankte er seiner hervorragenden Technik bei der Hürdenüberquerung.
Er heiratete Lyana Calvesi, die Tochter seines Trainers Sandro Calvesi und der Diskuswerferin Gabre Gabric. Eddy Ottoz und seine Frau haben drei Kinder: die Tochter Pilar und die Söhne Laurent und Patrick, die ebenfalls Leichtathleten wurden. Laurent Ottoz gelang es 1994 in Berlin in 13,42 s den italienischen Landesrekord im Hürdensprint zu unterbieten, den sein Vater fast 26 Jahre zuvor in Mexiko-Stadt aufgestellt hatte.

## Bestleistungen
- 110-Meter-Hürden: 13,46 s (1968)
- 100-Meter-Lauf: 10,7 s